# Kaiser's Finish
Kaiser's Finish è un film muto del 1918 diretto da John Josseph Harvey.

## Trama
Nella Germania pre-Prima Guerra Mondiale, l'Imperatore Guglielmo (Louis Dean) ha diversi figli illegittimi e li invia in varie parti del mondo per essere cresciuti dai suoi fedeli agenti. Sotto la tutela del Dott. Carl Von Strumpf (Fred G. Hearn), uno di questi bambini, Robert Busch (Earl Schenck), cresce credendo di essere il figlio del ricco tedesco-americano Richard Busch (Percy Standing), ma in realtà Strumpf e Busch sono servitori dell'Imperatore. Quando gli Stati Uniti dichiarano guerra alla Germania, Robert esprime il suo sincero desiderio di arruolarsi nell'esercito americano, per la grande gioia della sua patriottica sorella Emily (Claire Whitney). Tuttavia, prima che possa farlo, Strumpf rivela a Robert il segreto delle sue origini, convinto che ora il giovane sarà impaziente di combattere per la causa della Germania. Robert finge entusiasmo ma, segretamente, offre i suoi servizi al governo degli Stati Uniti, e con il passaporto fornito dalla lega pan-germanica, va in Germania e uccide il principe ereditario (anch'esso interpretato da Schenck). Successivamente, spara all'Imperatore e fa esplodere l'intero palazzo, sacrificando così la sua vita per i principi della democrazia.

## Personaggi
- Robert Busch/Crown Prince, interpretato da Earl Schenck
- Emily Busch, interpretata da Claire Whitney
- Richard Busch, interpretato da Percy Standing
- L'Imperatore, interpretato da Louis Dean
- Tenente Patin, interpretato da John Sunderland
- Carl Von Strumpf, interpretato da Fred G. Hearn
- Lewis Keene, interpretato da Charles T. Parr
- Un Blue Devil, interpretato da Philip Van Loan
- Piccola ragazza francese, interpretata da Billie Wagner
- Maggiordomo, interpretato da Vic De Linsky